# All About Evil
All About Evil es una película de 2010 escrita y dirigida por Joshua Grannell.

## Trama
La aventura sobre una bibliotecaria tímida que hereda el antiguo cine de su padre, para proteger a la familia de la vergüenza de la bancarrota. 

## Elenco
- Natasha Lyonne como Deborah Tennis.[2]
- Thomas Dekker como Steven.[3]
- Cassandra Peterson como Linda.[4]
- Mink Stole como Evelyn.[5]
- Noah Segan como Adrian.[6]
- Jack Donner como Mr. Twigs[7]
- Jade Ramsey como Veda.
- Nikita Ramsey como Vera.
- Anthony Fitzgerald como Gene.[8]
- Patrick Bristow como Peter Gorge[9]
- Julie Caitlin Brown como Tammy Tennis.[10]
- Joshua Grannell como Peaches Christ.[11]

## Banda sonora
La banda sonora estuvo compuesta por Vinsantos.